# Dobri
Dobri ist eine ungarische Gemeinde im Kreis Lenti im Komitat Zala.

## Geografische Lage
Dobri liegt  12,5 Kilometer südöstlich der Stadt Lenti, ungefähr fünf Kilometer östlich der Grenze zu Slowenien und sechs Kilometer nördlich der Grenze zu Kroatien. Nachbargemeinden sind Tornyiszentmiklós, Kerkaszentkirály und Tormafölde.

## Geschichte
Dobri wurde 1307 erstmals urkundlich erwähnt.

## Sehenswürdigkeiten
- Römisch-katholische Kirche  Szent Kereszt, erbaut 1837

## Verkehr
Durch Dobri verläuft die Landstraße Nr. 7538, ein Kilometer südlich des Ortes die Autobahn M70. Der nächstgelegene Bahnhof befindet 13 Kilometer nordöstlich in Csömödér-Páka.